# 衣笠インターチェンジ
衣笠インターチェンジ（きぬがさインターチェンジ）は、神奈川県横須賀市衣笠町にある横浜横須賀道路本線のインターチェンジである。三浦縦貫道路（自動車専用道路）とのジャンクションの機能を兼ねる。
ここから、神奈川県道26号横須賀三崎線を経由して衣笠駅方面に、同バイパスである有料道路の三浦縦貫道路を経由して横須賀市林5丁目（国道134号）、三崎方面に抜けられる。

## 道路
- E16 横浜横須賀道路(8番)
- 三浦縦貫道路
- 神奈川県道26号横須賀三崎線
- 横須賀市道/都市計画道路久里浜田浦線

## 歴史
- 1984年（昭和59年）4月27日：逗子IC-衣笠IC間開通に伴い部分供用。
- 1990年（平成2年）3月29日：衣笠IC-佐原IC間開通に伴い全面供用。
- 2000年（平成12年）3月4日：三浦縦貫道路開通に伴い連絡路開通。

## 周辺
- 衣笠駅
- 衣笠城址
- 横須賀市立衣笠小学校
- 横須賀市立大矢部中学校

## 隣
E16 横浜横須賀道路
(7)横須賀IC - 横須賀PA/SIC(SICは事業中) - (8)衣笠IC - (9)佐原IC
三浦縦貫道路
三浦縦貫道衣笠入口交差点 - 衣笠IC - みうら縦貫PA - 林IC

## 料金所
入口

レーン数5

ETC専用=2

一般=3

出口

レーン数5

ETC専用=2

一般=3